# Contea di San Pietro
La Contea di San Pietro fu un'entità feudale esistita tra gli inizi del XVII secolo e gli inizi del XIX secolo, che corrispondeva al territorio dell'odierna San Pier Niceto, comune della città metropolitana di Messina.

## Storia
La terra baronale di Samperi, detta San Pietro di Monforte per distinguerla da San Piero Patti nella Val Demone, è storicamente legata alla vicina Monforte, che fu possesso degli Alagona, dei Cruyllas, dei Castagna, dei Ventimiglia, dei La Grua, dei Pollicino e dei Moncada.
Con i Moncada, San Piero Monforte divenne  contea, a seguito dell'investitura a I conte di San Pietro di Giuseppe Moncada Saccano († 1631) con privilegio dato il 9 marzo 1618 dal re Filippo IV di Spagna, ed esecutoriato il 20 maggio dell'anno medesimo.
Ultimo feudatario, prima dell'abolizione del feudalesimo avvenuta nel 1812, fu Carmelo Moncada Oneto (1740-1815), VIII principe di Monforte e VIII conte di San Pietro.

## Cronotassi dei Conti di San Pietro
Epoca feudale
- Giuseppe Moncada Saccano (1618-1631)
- Pietro Moncada Monforte (1632-1641)
- Domenico Moncada di Giovanni (1641-1680)
- Pietro Moncada Olivieri (1680-1724)
- Giovanni Antonio Moncada Joppolo (1725-1759)
- Girolamo Moncada Oneto (1759-1765)
- Emanuele Moncada Oneto (1765-1792)
- Carmelo Moncada Oneto (1792-1812)

Epoca post-feudale
- Carmelo Moncada Oneto (1812-1830)
- Giovanni Antonio Moncada Cilestri (1830-1854)
- Guglielmo Moncada Galletti (1854-1876)
- Giovanni Eugenio Moncada Vizzini (1876-1915)
- Guglielmo Raimondo Moncada Notarbartolo (1915-1933)
- Giovanni Eugenio Moncada Trigona (1933-1946)